# Miss International 2004
Miss International 2004, quarantaquattresima edizione di Miss International, si è tenuta presso il Workers Indoor Arena di Pechino, in Cina il 16 ottobre 2004. La colombiana Jeymmy Vargas è stata incoronata Miss International 2004.

## Risultati

### Piazzamenti
| Risultato finale        | Concorrente |
| ----------------------- | --- |
| Miss International 2004 | - Colombia - Jeymmy Vargas |
| 2ª classificata         | - Stati Uniti - Amy Lynne Holbrook |
| 3ª classificata         | - Grecia - Olga Kypriotou |
| Semifinaliste           | - Cina - Sun Yue - Corea del Sud - Kim In-ha - Filippine - Margaret Ann Bayot - Francia - Lucie Degletagne - Germania - Natascha Börger - Giappone - Tamiko Kawahara - India - Mihika Varma - Lettonia - Jelena Keirane - Mongolia - Sodtuya Chadraabal - Regno Unito - Laura Shields - Russia - Nataliya Kolodeznikova - Spagna - Cristina Torres Domínguez |

### Riconoscimenti speciali
- Miss Friendship:  Hong Kong - Fu Sze-Sze
- Miss Photogenic:  Mongolia - Sodtuya Chadraabal
- Miss Good Will:  Russia - Nataliya Kolodeznikova
- Best National Costume:  Cina - Sun Yue

## Concorrenti
- Angola - Telma deJesus Esperanca Sonhi
- Aruba - Ysaura Giel
- Australia - Lacey Davis
- Bahamas - Shantell Nicole Hall
- Bolivia - Vanessa Patricia Morón Jarzun
- Brasile - Grazielli Massafera
- Canada - Adelynn Cupino
- Cile - Francisca Valenzuela Rendic
- Cina - Sun Yue
- Cipro - Demetra Mouski
- Colombia - Jeymmy Vargas
- Corea del Sud - Kim In-ha
- Costa Rica - Tatiana Vargas Cruz
- Ecuador - Irene Andrea Zunino Garcia
- Egitto - Dina Abel
- El Salvador - Andrea Hernández
- Etiopia - Helina Mezegbu
- Filippine - Margaret Ann Awitan Bayot
- Finlandia - Henna Ylilauri
- Francia - Lucie Degletagne
- Germania - Natascha Borger
- Giappone - Tamiko Kawahara (川原多美子)
- Grecia - Olga Kypriotou
- Hawaii - Kellie Peterson
- Hong Kong - Fu Sze-Sze
- India - Mihika Varma
- Islanda - Halldora Rut Bjarnadottir
- Isole Marianne Settentrionali - Kenyelyn Litumular Arriola
- Israele - Li'or Keren
- Lettonia - Jelena Keirane
- Libano - Nataly Nasrallah
- Malaysia - Lim Lee Ching
- Messico - Bernadette Gonzalez
- Mongolia - Sodtuya Chadraabal
- Norvegia - Stephanie Eide Furuguiel
- Nuova Caledonia - Yvana Parotu
- Panama - Anabella Isabel Hale Ruíz
- Perù - Aldana Joyce García Jahnsen
- Polonia - Marta Matyjasik
- Porto Rico - Meredith Herrera
- Regno Unito - Laura Shields
- Rep. Ceca - Michaela Wostlova
- Rep. Dominicana - Carol M. Arciniegas
- Romania - Ramona-Angela Raut
- Russia - Nataliya Kolodeznikova
- Senegal - Aminata Dieye
- Serbia e Montenegro - Jasna Bozovic
- Singapore - Sherry Ng Yun Feng
- Slovacchia - Aneta Kailingova
- Spagna - Cristina Torres Domínguez
- Stati Uniti - Amy Lynne Holbrook
- Thailandia - Sunisa Pasuk
- Tunisia - Rym Laalai
- Turchia - Gulsah Sahin
- Ucraina - Yuliya Kumpan
- Ungheria - Blanka Bakos
- Venezuela - Eleidy Aparicio
- Zambia - Cynthia Kanema